# そして、生きる
『そして、生きる』（そして いきる）は、WOWOWの「連続ドラマW」枠で2019年8月4日から9月8日まで全6話で放送されたテレビドラマ。東北地方と東京を舞台に、東日本大震災のボランティアで巡り合った2人の男女が過酷な運命に翻弄されつつ自らの人生を切り開いていくさまを彼らを取り巻く人々の人生を交えて10年間にわたって描いたヒューマンラブストーリー。岡田惠和脚本、有村架純と坂口健太郎のダブル主演。
再編集を経て『劇場版 そして、生きる』（げきじょうばん そして いきる）として映画化され、2019年9月27日に劇場公開された。
撮影は全編6Kにて、2019年3月下旬から6月上旬にかけて岩手県盛岡市、宮城県気仙沼市、東京都およびフィリピンで行われた。

## 登場人物
生田瞳子
演 - 有村架純（幼少期：寺田藍月）
3歳時に両親を失くした女性。岩手県盛岡市で理髪店を営む伯父に引き取られる。
清水清隆
演 - 坂口健太郎
城東大学の学生。東日本大震災の被災地のひとつである宮城県気仙沼市において学生ボランティアとして活動している。
ハン・ユリ
演 - 知英
瞳子の友人で、同じ喫茶店で働いている韓国人女性。東日本大震災の被災地である宮城県気仙沼市でのボランティアに瞳子を誘う。
久保真二
演 - 岡山天音
瞳子が通っていた高校の後輩。密かに瞳子に想いを寄せている。
鈴木勝子
演 - 小柳友貴美
坂本昌幸
演 - 萩原聖人
宮城県気仙沼市で理髪店を営んでいる男性。
生田和孝
演 - 光石研
瞳子の育ての親。両親を失くした当時3歳だった瞳子を引き取り、一緒に暮らしている。
清水美恵子
演 - 南果歩
清隆の母親。

## スタッフ
- 脚本 - 岡田惠和
- 監督 - 月川翔
- 音楽 - 村松崇継
- プロデューサー - 岡野真紀子、渡辺良介
- 撮影 - 山田康介（J.S.C.）
- 録音 - 柳屋文彦
- 編集 - 穂垣順之助（J.S.E.）、岡﨑正弥（J.S.E.）
- 照明 - 西村昌幸
- 美術 - 五辻圭
- 装飾 - 鈴木伸弥
- スクリプター - 中村亜由美
- 助監督 - 牧野将
- ヘアメイクデザイン - 倉田明美
- スタイリスト - 新崎みのり
- 制作担当 - 碓井祐介
- 持道具・小道具 - 丸山瞳
- 選曲効果 - 大河原将
- 制作協力 - 大映テレビ
- 製作著作 - WOWOW

## 放送日程
| 各話   | 放送日  |
| ------ | ------- |
| 第1話  | 8月04日 |
| 第2話  | 8月11日 |
| 第3話  | 8月18日 |
| 第4話  | 8月25日 |
| 第5話  | 9月01日 |
| 最終話 | 9月08日 |

## 受賞歴
- 第46回放送文化基金賞 番組部門 テレビドラマ番組 奨励賞[5]

## 映画
『劇場版 そして、生きる』（げきじょうばん そして いきる）と題し、WOWOWの「連続ドラマW」枠で放送されたテレビドラマ全6話に未公開シーンを加えて再編集し、2019年9月27日から10月3日まで全国劇場公開された。

### キャスト
- 生田瞳子：有村架純
- 清水清隆：坂口健太郎
- ハン・ユリ：知英
- 久保真二：岡山天音
- 坂本昌幸：萩原聖人
- 生田和孝：光石研
- 清水美恵子：南果歩

### スタッフ（映画）
- 脚本：岡田惠和
- 監督：月川翔
- 音楽：村松崇継
- プロデューサー：岡野真紀子、渡辺良介
- 撮影：山田康介（J.S.C.）
- 録音：柳屋文彦
- 編集：穂垣順之助（J.S.E.）、岡﨑正弥（J.S.E.）
- 照明：西村昌幸
- 美術：五辻圭
- 装飾：鈴木伸弥
- スクリプター：中村亜由美
- 助監督：牧野将
- ヘアメイクデザイン：倉田明美
- スタイリスト：新崎みのり
- 制作担当：碓井祐介
- 持道具・小道具：丸山瞳
- 選曲効果：大河原将
- 製作・配給：WOWOW